# اولد
اولِد (به سوئدی: Åled) یک سکونتگاه مسکونی در سوئد است که در شهر هالمستاد واقع شده‌است.

## خصوصیات
اولد ۲٫۰۲ کیلومترمربع مساحت و ۱٬۶۳۴ نفر جمعیت دارد.